# Edo Maajka

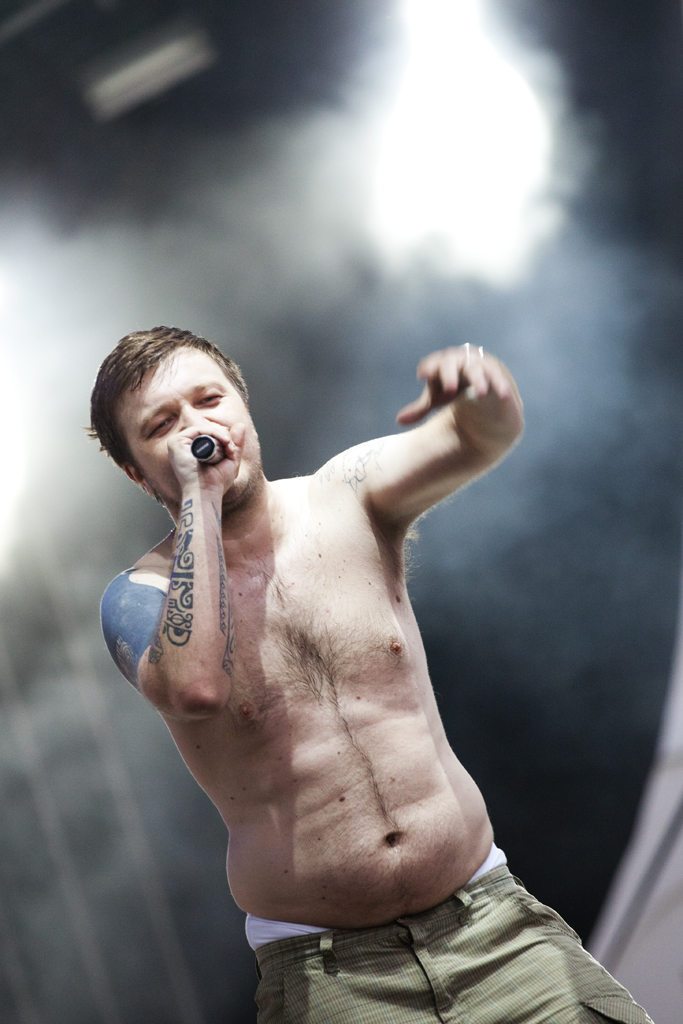
Edo Maajka (2012)

Edo Maajka (* 22. Dezember 1978 in Brčko; bürgerlich Edin Osmić) ist ein bosnischer Rapper.

## Biografie
1992 flüchtete Osmić wegen des Bosnienkrieges nach Kroatien, wo er zuerst in Privlaka (in der Nähe von Zadar) und später, nach dem Ende der Grundschule, mit seiner Schwester in Zagreb lebte. Nach der Mittelschule zog er zurück nach Bosnien und fing ein Studium des Maschinenbaues und der Kriminalistik an.
Bereits nach dem ersten Studienjahr brach er sein Studium ab und fuhr nach Zagreb. Dort nahm er seine ersten Demos auf, Minimalni Rizik (Minimales Risiko) und Mahir & Alma.

## Karriere
Edo Maajka hat schon als 21-Jähriger sein Talent unter Beweis gestellt. Die erste Rock-Gruppe, mit der er auftrat, hieß Diskord, wurde später aber in Defence umbenannt. Die Gruppe hatte mit der Single Odbrana 99 (Verteidigung 99) einen Nummer-eins-Hit in Bosnien. Daraufhin bekam Edo ein Angebot von Disciplinska Komisija, einer bosnischen Rap-Gruppe, sein erstes Album aufzunehmen.
Nachdem er vom bosnischen Radiosender Kameleon in Tuzla (Sendung: FMJAM) zu einem Freestyle eingeladen wurde, begann seine Karriere endgültig. Mit dem ersten Album Slušaj Mater (Hör auf deine Mutter), das 2002 veröffentlicht wurde, wurde Edo auf dem ganzen Balkan bekannt. Auch mit seinem zweiten Album No Sikiriki (Keine Sorgen) wurde er ähnlich erfolgreich. Im Jahr 2005 gewann er einen Porin für seinen Videoclip Pržiii (Brenn).
Seine Lieder behandeln Themen wie soziale Ungerechtigkeit, Liebe, Hass, Nationalismus und Krieg.
In Deutschland wurde Edo Maajka bekannt mit dem Track Bruderkrieg (mit Slick One), welcher auf der Chronik 2 von dem Label Selfmade Records veröffentlicht wurde.
Edo Maajka gilt als einer der besten balkanischen MCs. Er arbeitete bisher unter anderen zusammen mit den Künstlern Frenkie, Hladno Pivo, Elemental, Bolesna Braća, Marchelo, Kultur Shock.

## Diskografie

### Alben
- 2002: Slušaj mater (Hör auf Deine Mutter [majka bedeutet ebenfalls Mutter]) (HR: Silber)[1]
- 2004: No sikiriki (Keine Sorge [Umgangssprachlich]) (HR: Gold)
- 2006: Stig’o ćumur (Die Kohle ist angekommen)
- 2008: Balkansko a naše (Balkanisch, jedoch unser’ [Ironische Abwandlung des Ausspruchs Sv(j)etsko a naše (Von Welt, aber unser’)])
- 2012: Strajk mozga (Hirnstreik)
- 2018: Put U Plus (Der Weg ins Plus)
- 2022: Moćno

### Kompilationen
- 2010: Spomen ploča (2002-2009) (Gedenktafel)

### EPs
- 2016: Tales of the Two Gurus, Vol. 2 (mit Kultur Shock)

### Singles (Auswahl)
- 2002: Prikaze
- 2002: Mahir I Alma
- 2002: Saletova Osveta
- 2004: Mater Vam Jebem
- 2004: No Sikiriki
- 2005: Hajmo Ih Rusit (mit Frenkie)
- 2006: Bomba
- 2007: Gurbeti (mit Frenkie)
- 2008: Volim Te (mit General Woo & Burky)
- 2009: Bruderkrieg (mit Slick One)